# Marchandiomyces nothofagicola
Marchandiomyces nothofagicola är en lavart som beskrevs av Diederich & Lawrey 2007. Marchandiomyces nothofagicola ingår i släktet Marchandiomyces och familjen Corticiaceae.   Inga underarter finns listade i Catalogue of Life.